# Renfe série 314
La 314-001 est un prototype de locomotive Diesel de la Renfe.
Construit en Espagne sous licence General Motors par Macosa (n° 185/1964) dans le cadre du programme de diéselisation complète du réseau, il est resté unique.

## Conception
Il s'agit d'un modèle typiquement américain, comme la série 313. C'est peut-être ce qui explique son échec relatif, les mécaniciens de la Renfe n'appréciant guère les cabines latérales. Par contre, il connaitra une descendance sous une forme plus européenne avec la série 319.0.

## Service
Le prototype fait tous ses essais sous le numéro GL 12, qui correspond au modèle du constructeur. Ayant donné satisfaction, il est acheté par la Renfe en 1967 et affecté au dépôt de Valence où il effectue la totalité de sa carrière. Il est réformé à la fin des années 1980.